# Kinnitty
Kinnitty is een plaats in het Ierse graafschap Offaly.